# Suwerenność terytorialna
Suwerenność terytorialna – władza sprawowana przez państwo na zajmowanym przez nie terytorium. Wszystko, co znajduje się na terytorium danego państwa podlega jego władzy i prawu. Państwo ustala swoje prawa i obowiązki, jakie mają obowiązywać na terenie do niego należącym, ma również pełnię władzy na własnym terytorium, ale obowiązujące normy prawa międzynarodowego (zwyczajowe i umowne) nakładają na nie różne ograniczenia.
W prawie międzynarodowym spotyka się także pojęcie suwerenności narodu – oznacza prawo każdego narodu do niezależnego bytu państwowego (samostanowienie narodów), wyboru formy państwa i rządów.
Spośród przepisów prawa międzynarodowego m.in. dotyczących wymienionych kwestii, społeczność światowa przyznała pierwszeństwo zasadom sformułowanym w Karcie Narodów Zjednoczonych. Wśród jej zapisów istotną rolę odgrywają te mówiące o prawnej ochronie suwerenności państwowej (art. 2 ust. 1,2 i 7 Karty Narodów Zjednoczonych).
Zakaz interwencji w sprawy wewnętrzne ma w nich charakter kategoryczny. Wyjątki od zasady nieinterwencji to działania podjęte przez Radę Bezpieczeństwa w celu utrzymania lub przywrócenia międzynarodowego pokoju i bezpieczeństwa (art. 42) i prawa do samoobrony (art. 51).

## Zasada suwerenności terytorialnej
Zasada suwerenności terytorialnej mówi, że:
- kto powołuje się na ograniczenie suwerenności terytorialnej musi dowieść, że ograniczenie takie wynika z konkretnej normy prawa międzynarodowego, wiążącej dane państwo
- każde państwo jest związane tylko takimi ograniczeniami, jakie uznało, przyjmując konkretne zobowiązania międzynarodowe[4]

Ograniczenie suwerenności terytorialnej- może stać się na rzecz wszystkich państw i ich obywateli lub tylko na rzecz niektórych państw. Może to być np.:
- prawo nieszkodliwego przepływu przez obce morze terytorialne
- umowa terytorialna w sprawie tranzytu
- ograniczenie wynikające z możliwości zaszkodzenia drugiemu państwu

Szczególnymi ograniczeniami suwerenności terytorialnej są obszary zdemilitaryzowane i zneutralizowane oraz pobyt obcych sił zbrojnych na terenie państwa.
Obowiązuje jednak zasada, że „żadne państwo nie może korzystać z własnej suwerenności terytorialnej w sposób, który narusza suwerenność terytorialną drugiego państwa”.